# Grand Large (België)
Het Grand Large is een kunstmatig meer (oppervlakte van 80 ha) op een paar kilometer van het centrum van Bergen. Er is een jachthaven voor 157 boten met toegang naar twee kanalen: het Centrumkanaal en het Nimy-Blaton-Péronne-kanaal. Hierdoor is het een belangrijke verbinding tussen de stroomgebieden van de Schelde en de Maas.
Het meer werd gegraven in de jaren '80 van de 20e eeuw en heeft vooral een recreatief doel met de jachthaven en de mogelijkheid om te zeilen.